# Campeonato Asiático de Clubes de Voleibol Feminino
O Campeonato Asiático de Clubes de Voleibol Feminino é uma competição oficial de clubes de voleibol feminino da Ásia que ocorre anualmente e é organizada pela Confederação Asiática de Voleibol (em inglês:  Asian Volleyball Confederation, AVC). 
Foi disputada inicialmente sob o nome Taça AVC de Clubes de Voleibol Feminino, cuja primeira edição ocorreu na temporada 1999, na cidade de Ubon Ratchathani na Tailândia. A nomenclatura foi mantida até a temporada 2003, foi cancelado esta edição devido ao surto do vírus Sars, a pneumonia asiática. A partir de 2004 recebeu a denominação atual.

## Títulos

### Por clube
| Equipe                         | Campeão | Vice-campeão | Terceiro lugar |
| ------------------------------ | ------- | ------------ | -------------- |
| Tianjin Bridgestone/Bohai Bank | 5       | 3            | 1              |
| Federbrau/Chang                | 3       | 1            | 1              |
| Hisamitsu Springs              | 2       | 3            | 2              |
| Shanghai Cable TV              | 2       | 0            | 1              |
| Supreme Chonburi               | 2       | 0            | 1              |
| NEC Red Rockets                | 1       | 2            | 0              |
| Altay VC                       | 1       | 1            | 0              |
| Rahat Almaty                   | 1       | 0            | 1              |
| Bangkok Glass                  | 1       | 0            | 1              |
| LG Caltex                      | 1       | 0            | 0              |
| Sport Center 1                 | 1       | 0            | 0              |
| Rahat CSKA                     | 1       | 0            | 0              |
| Guangdong Evergrande           | 1       | 0            | 0              |
| Kuanysh                        | 1       | 0            | 0              |
| Chung Shan                     | 0       | 2            | 1              |
| Sang Som                       | 0       | 2            | 1              |
| Zhetyssu Almaty                | 0       | 2            | 1              |
| Bayi Yiyang High-Tech District | 0       | 2            | 0              |
| Toray Arrows                   | 0       | 1            | 2              |
| Aero Thai                      | 0       | 1            | 1              |
| BEC World                      | 0       | 1            | 0              |
| Nakhon Ratchasima              | 0       | 1            | 0              |
| Korea Highway Corporation      | 0       | 0            | 1              |
| JT Marvelous                   | 0       | 0            | 1              |
| PFU BlueCats                   | 0       | 0            | 1              |
| Zhejiang New Century Tourism   | 0       | 0            | 1              |
| Zhetyssu Taldykorgan           | 0       | 0            | 1              |
| Jiangsu Zenith Steel           | 0       | 0            | 1              |
| Diamond Food Volleyball Club   | 0       | 0            | 1              |

## Títulos por país
| País          | Campeão | Vice-campeão | Terceiro lugar |
| ------------- | ------- | ------------ | -------------- |
| China         | 8       | 5            | 6              |
| Tailândia     | 6       | 7            | 6              |
| Japão         | 3       | 5            | 6              |
| Cazaquistão   | 4       | 3            | 3              |
| Coreia do Sul | 1       | 0            | 1              |
| Vietname      | 1       | 0            | 0              |
| Taipé Chinesa | 0       | 2            | 1              |